# Leichtathletik-Weltmeisterschaften 2013/Teilnehmer (Simbabwe)
| Gelbes Symbol für Goldmedaillen mit stilisierten Olympischen Ringen | Graues Symbol für Silbermedaillen mit stilisierten Olympischen Ringen | Braundes Symbol für Bronzemedaillen mit stilisierten Olympischen Ringen |
| ------------------------------------------------------------------- | --------------------------------------------------------------------- | ----------------------------------------------------------------------- |
| —                                                                   | —                                                                     | —                                                                       |

Der Leichtathletik-Verband Simbabwes stellte zwei Teilnehmer bei den Leichtathletik-Weltmeisterschaften 2013 in der russischen Hauptstadt Moskau.

## Ergebnisse

### Männer

#### Laufdisziplinen
| Athlet            | Disziplin | Vorlauf | Vorlauf | Halbfinale | Halbfinale | Finale             | Finale             |
| Athlet            | Disziplin | Zeit    | Platz   | Zeit       | Platz      | Zeit               | Platz              |
| ----------------- | --------- | ------- | ------- | ---------- | ---------- | ------------------ | ------------------ |
| Gabriel Mvumvure  | 100 m     | 10,28 s | 29      | 10,21 s    | 19         | nicht qualifiziert | nicht qualifiziert |
| Cephas Pasipamiri | Marathon  |         |         |            |            | DNS                | DNS                |